# Jenín
Jenín je malá vesnice, část obce Dolní Dvořiště v okrese Český Krumlov. Nachází se asi 4 km na jihozápad od Dolního Dvořiště. Prochází tudy železniční trať Rybník – Lipno nad Vltavou. Je zde evidováno 23 adres. Jižně od obce existovala železniční zastávka Jenín, která byla v roce 2011 zrušena. Vesnicí protéká Jenínský potok.
Jenín je také název katastrálního území o rozloze 19,88 km².

## Historie
První písemná zmínka o vesnici pochází z roku 1379.

## Památky a zajímavosti
- V Jeníně se nachází několik drobných církevních památek:
  - Zděná výklenková kaple s ochrannou mříží
  - Dvě kamenné výklenkové kapličky, jedna s kovovým křížem, druhá bez
- Na střeše domu ev. č. 11 stojí dřevěná zvonička, větší je přistavěna na dům čp. 4.
- Severozápadně od vsi roste památný strom Jenínská lípa.

| Rok            | 1869 | 1880 | 1890 | 1900 | 1910 | 1921 | 1930 | 1950 | 1961 | 1970 | 1980 | 1991 | 2001 | 2011 | 2021 |
| -------------- | ---- | ---- | ---- | ---- | ---- | ---- | ---- | ---- | ---- | ---- | ---- | ---- | ---- | ---- | ---- |
| Počet obyvatel | 739  | 742  | 837  | 820  | 809  | 785  | 800  | 91   | 107  | 68   | 28   | 12   | 18   | 30   | 17   |
| Počet domů     | 99   | 118  | 123  | 120  | 121  | 119  | 125  | 2    | 2    | 13   | 8    | 9    | 10   | 15   | 15   |

## Další fotografie

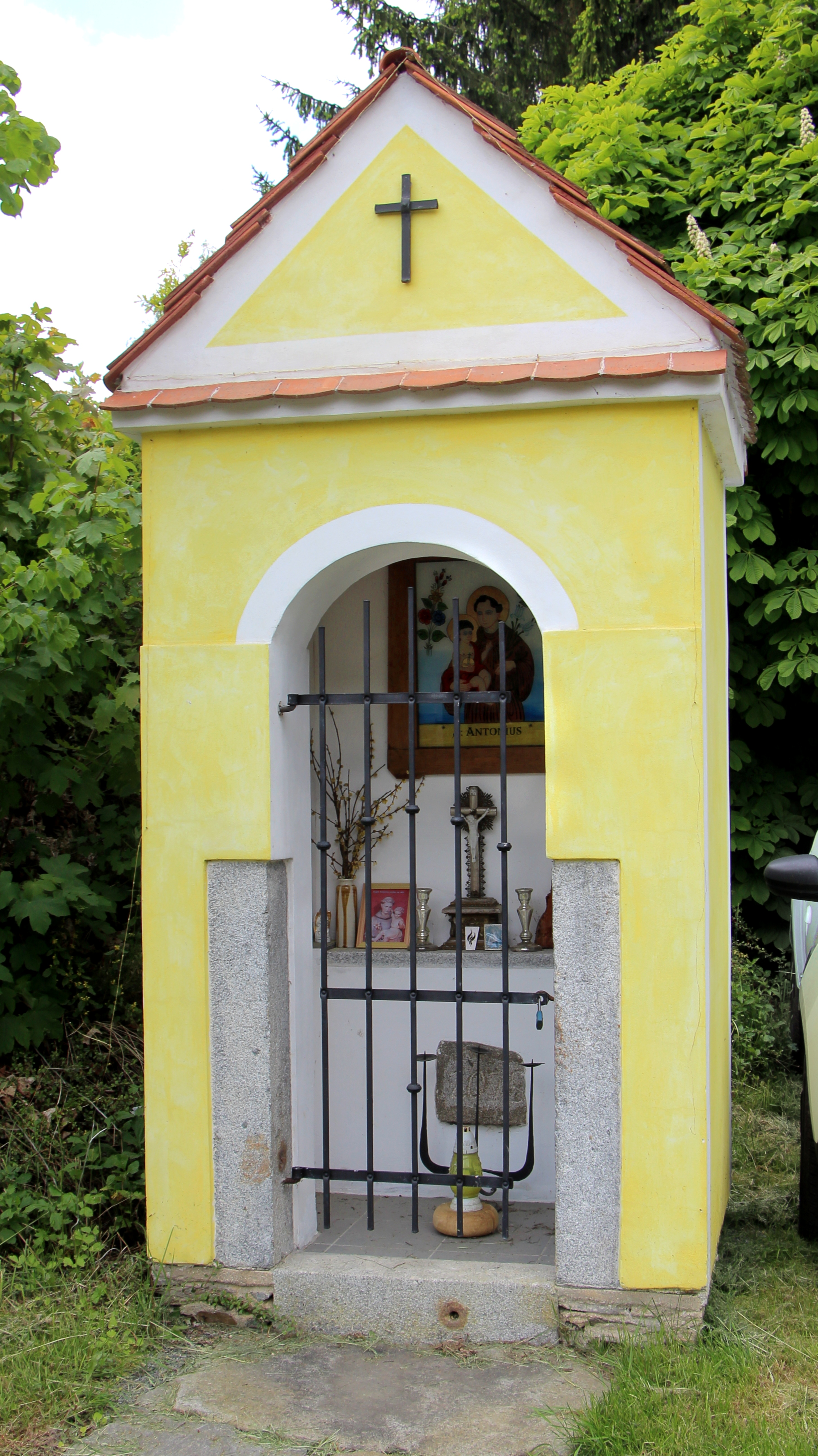
Výklenková kaple
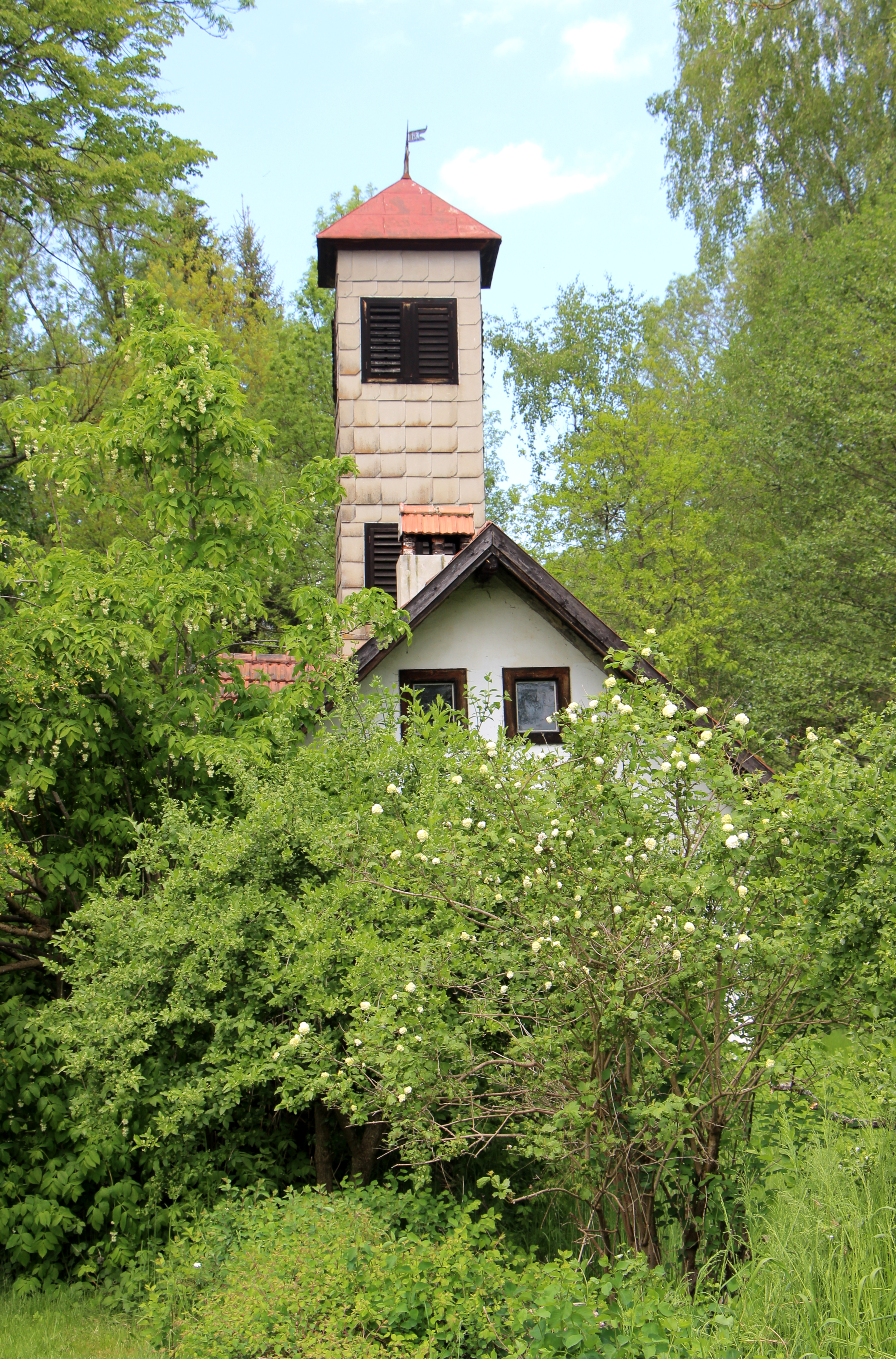
Dům čp. 4 se zvonicí
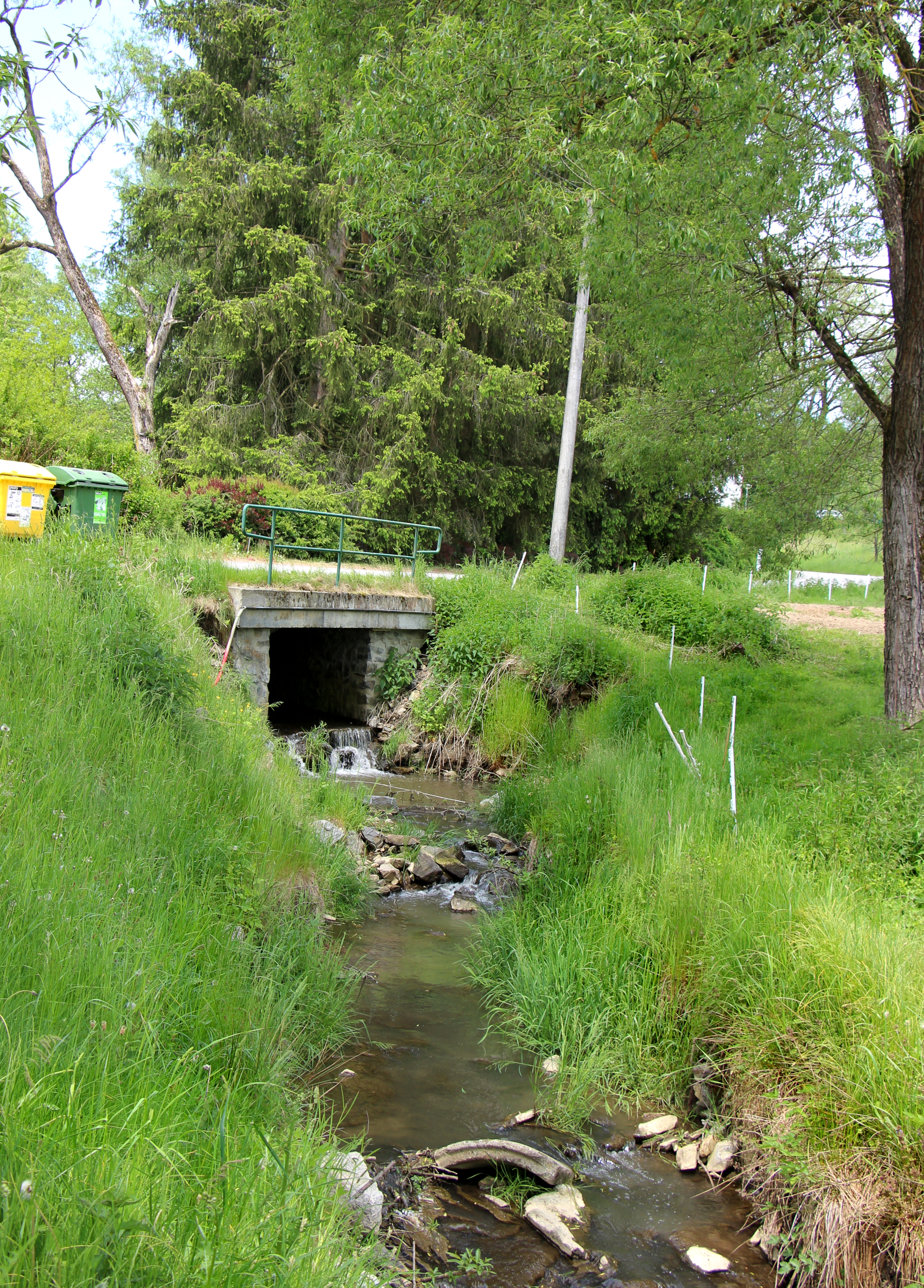
Jenínský potok
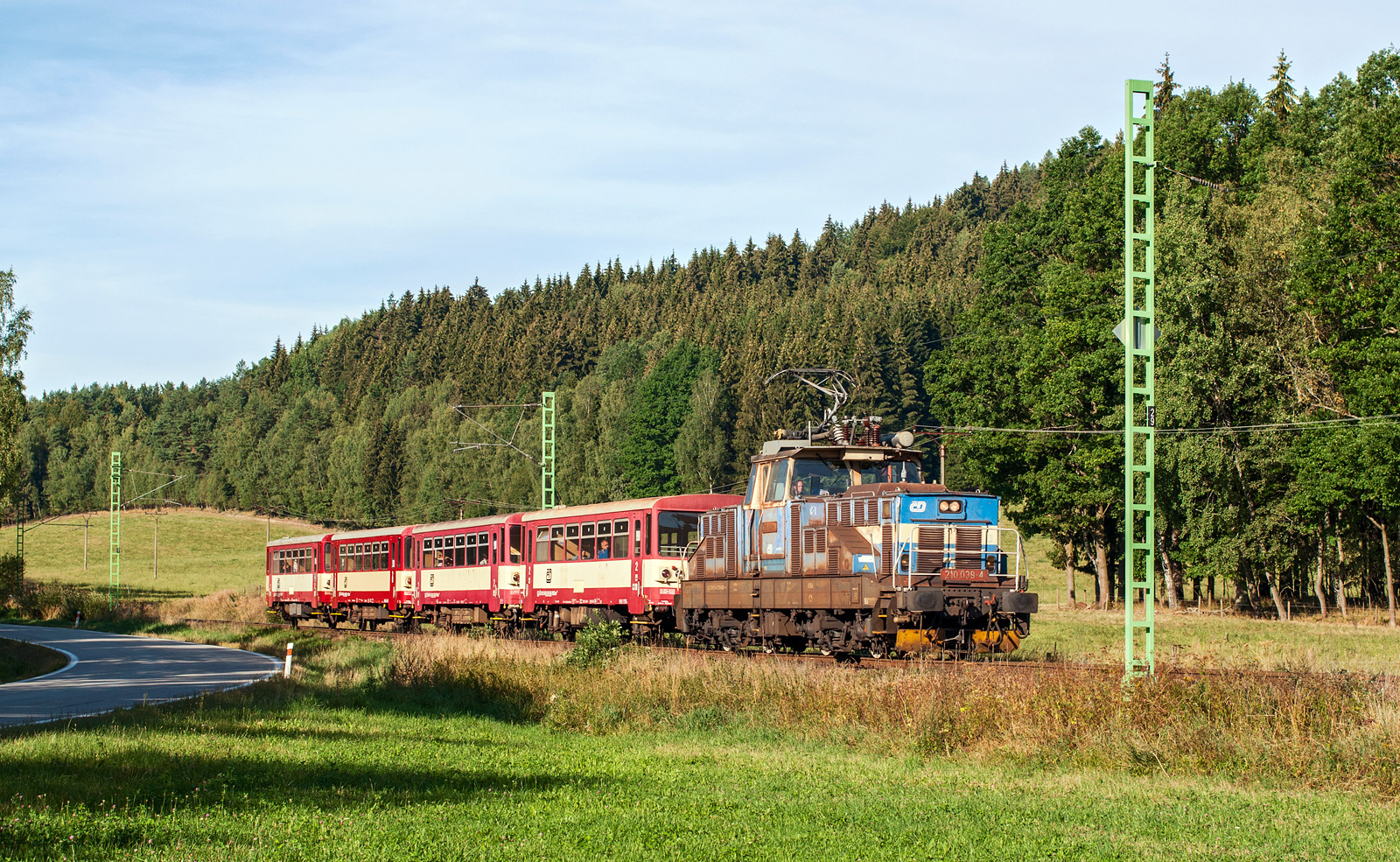
Vlak jižně od vsi